# Cantonul Sèvres
Cantonul Sèvres este un canton din arondismentul Boulogne-Billancourt, departamentul Hauts-de-Seine, regiunea Île-de-France, Franța.

## Comune
| Comune | Populație (1999) | Cod poștal | Cod INSEE |
| ------ | ---------------- | ---------- | --------- |
| Sèvres | 22.534           | 92.310     | 92.072    |